# He Who Shall Not Bleed
He Who Shall Not Bleed är Dimension Zeros tredje fullängdsskiva, släppt via Vic Records 22 augusti 2007. Skivan är enligt Vic Records hemsida mer thrashig än de tidigare albumen av Dimension Zero.

## Låtlista
1. He Who Shall Not Bleed – 2:25
2. Unto Others – 2:32
3. A Paler Shade of White (A Darker Side of Black) – 2:33
4. Hell Is Within – 3:02
5. Red Dead Heat – 1:57
6. I Can Hear the Dark – 3:11
7. Going Deep – 2:33
8. Is – 3:12
9. Deny – 3:30
10. The Was – 3:10
11. Way to Shine – 4:05